# Seznam objektov Kopenske vojske Združenih držav Amerike
Seznam objektov Kopenske vojske Združenih držav Amerike je organiziran glede po državah, kjer se nahajajo.

## Združene države Amerike
| - Alabama - Anniston Army Depot - Anniston, Alabama - Redstone Arsenal - Fort Rucker - Aljaska - Fort Greely - Fort Wainwright - Fort Richardson - Arizona - Fort Huachuca - Yuma Proving Grounds - Arkansas - Camp J. T. Robinson - Pine Bluff Arsenal - Georgia - Fort Benning - Fort Gillem - Fort Gordon - Fort McPherson - Fort Stewart - Hunter Army Airfield - Havaji - Fort Shafter - Schofield Barracks (MWR Resort) - Kunia Field Station - Pohakuloa Training Area - Tripler Army Medical Center - Idaho - Idaho Launch Complex - MTA Gowen Field Boise (ANG) - Orchard Range TS Boise (ANG) - TS Edgemeade Mtn Home (ANG) - Illinois - Rock Island Arsenal - Charles M. Price Support Center - Indiana - Camp Atterbury (NG) - Iowa - Iowa Army Ammunition Plant - Južna Karolina - Fort Jackson - Kalifornija - Fort Irwin - Presidio of Monterey - Fort Hunter Liggett - Kansas - Battle Command Battle Laboratory - Center for Army Leadership - Center for Army Lessons Learned - Center for Army Tactics - Combat Studies Institute - Combined Arms and Services Staff School - Combined Arms Center - Command and General Staff College - Foreign Military Studies Office - Fort Leavenworth - Fort Riley - Munson Army Health Center - National Simulation Center - Nickell Hall (ANG) - School for Command Preparation - School of Advanced Military Studies - Kentucky - Fort Campbell - Fort Knox - Kolorado - Fort Carson - Rocky Mountain Arsenal - Louisiana - Fort Polk - Maine - MTA Deepwoods (ANG) - MTA Riley-Bog Brook (ANG) - TS Caswell (ANG) - TS Hollis Plains (ANG) | - Maryland - Aberdeen Proving Ground - Fort Detrick - Fort Meade - Fort Ritchie - Michigan - Detroit Arsenal (US Army Garrison - Michigan) - Camp Grayling - Minnesota - Camp Ripley - Misisipi - Camp Shelby - Missouri - Fort Leonard Wood - New Jersey - Picatinny Arsenal - Fort Monmouth - Fort Dix - New York - Fort Drum - Seneca Army Depot - Watervlient Arsenal - United States Military Academy (West Point) - Fort Hamilton - Nova Mehika - White Sands Missile Range - Ohio - Camp Perry (NG) - Oklahoma - Fort Sill - McAlester Army Ammo Plant - Pensilvanija - Charles E. Kelly Support Facility - Fort Indiantown GAP - Tobyhanna Army Depot - Letterkenny Army Depot - Carlisle Barracks - Puerto Rico - Fort Buchanan - Severna Karolina - Fort Bragg - Tennessee - Holston Army Ammo Plant - Milan Army Ammo Plant - Teksas - Fort Bliss - Red River Army Depot - Fort Hood - Fort Sam Houston - Ingleside Army Depot - Utah - Tooele Army Depot - Dugway Proving Ground - Virginija - Fort A.P. Hill - Fort Belvoir - Fort Eustis - Fort Lee - Fort Monroe - Fort Myer - Washington - Fort Lewis - Yakima Firing Center - Wisconsin - Fort McCoy Zvezne države ZDA brez objektov KOV ZDA: - Connecticut - Delaware - Florida - Južna Dakota - Massachusetts - Montana - Nebraska - Nevada - New Hampshire - Oregon - Rhode Island - Severna Dakota - Vermont - Wyoming - Zahodna Virginija |

## Tujina
- Seznam objektov Kopenske vojske Združenih držav Amerike v Belgiji
- Seznam objektov Kopenske vojske Združenih držav Amerike v Bosni in Hercegovini
- Seznam objektov Kopenske vojske Združenih držav Amerike v Bolgariji
- Seznam objektov Kopenske vojske Združenih držav Amerike v Nemčiji
- Seznam objektov Kopenske vojske Združenih držav Amerike v Italiji
- Seznam objektov Kopenske vojske Združenih držav Amerike na Japonskem
- Seznam objektov Kopenske vojske Združenih držav Amerike v Južni Koreji
- Seznam objektov Kopenske vojske Združenih držav Amerike v Kuvajtu
- Seznam objektov Kopenske vojske Združenih držav Amerike v Makedoniji
- Seznam objektov Kopenske vojske Združenih držav Amerike v Srbiji in Črni gori